# Leo Burnett Building
Het Leo Burnett Building is een wolkenkrabber in Chicago, Verenigde Staten. De bouw van de kantoortoren, die staat aan 35 West Wacker Drive, begon in 1986 en werd in 1989 voltooid.

## Ontwerp
Het Leo Burnett Building is 193,55 meter hoog en telt 46 verdiepingen. Het heeft een totale oppervlakte van 130.063 vierkante meter. Het is door Kevin Roche John Dinkeloo and Associates in postmoderne stijl ontworpen. De lobby is bekleed met Rosa Portugala-marmer en groen Afrikaans graniet.
Het gebouw dankt zijn naam aan het reclamebureau Leo Burnett, dat bij de oplevering 28 verdiepingen van het gebouw bezat. Daarnaast zijn het advocatenkantoor Winston and Strawn en het restaurant Catch 35 de enige andere huurders.